# Hartwig Erdmann von Eichendorff

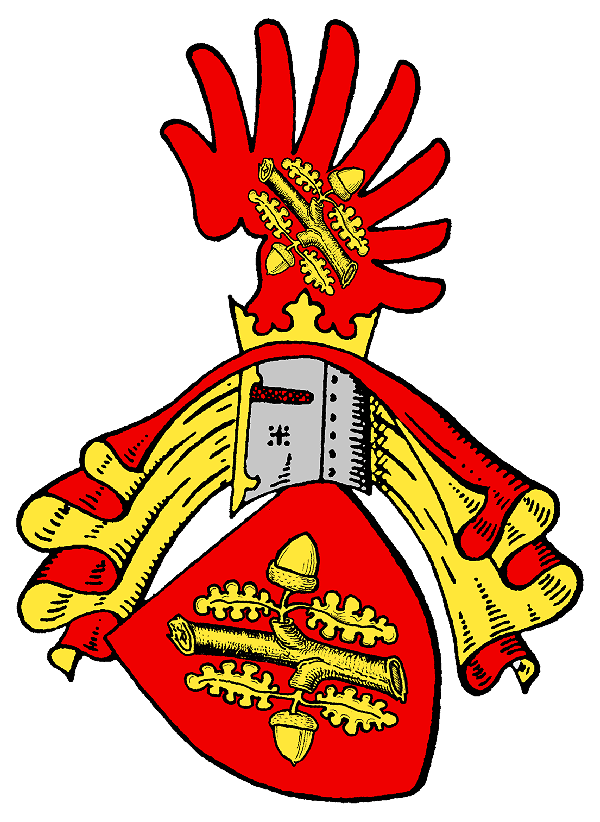
Wappen derer von Eichendorff

Freiherr Hartwig Erdmann von Eichendorff (* zwischen 1620 und 1630 in Zerbow, Neumark; † 1. März 1683 auf Schloss Deutsch Krawarn) war Landeshauptmann sowie kaiserlicher und königlicher Rat im Herzogtum Jägerndorf.

## Leben
Den Dreißigjährigen Krieg, der 1618 begann und die Pest im Jahr 1631, überlebten auf Zerbow nur zwei aus dem Adelsgeschlecht Eichendorff: der Rittmeister Jakob und sein Neffe Hartwig Erdmann, einer der vier Söhne des Burchards von Eichendorff. Der Rittmeister Jakob von Eichendorff stand in kaiserlichen Diensten im Cürassier-Regiment Jung-Nassau und wurde nach Schlesien abkommandiert. Er heiratete dort im Jahr 1626 Veronika Maria Freiin Sędziwój von Skorkau, Erbtochter des Diplomaten und Alchimisten Michał Sędziwój, und erbte nach ihrem Tod die Güter Deutsch Krawarn und Kauthen bei Troppau. 
Hartwig Erdmann zog zu seinem Onkel nach Oberschlesien, diente zuerst als Fähnrich im Regiment des Moritz August von Rochow und dann dreieinhalb Jahre im Regiment des Obristen Johann Christoph Ranfft von Wiesenthal. Nach Beendigung des Dreißigjährigen Kriegs verließ er am 12. Juni 1649 in Klosterneuburg das Ranffsche Regiment. Im Jahr 1650 reiste er nach Zerbow, regelte den väterlichen Nachlass und verkaufte die dortigen Güter.
Als Jakob von Eichendorff am 23. Januar 1667 kinderlos in Krawarn verstarb, wurde sein Neffe Hartwig Erdmann Alleinerbe der mährischen Besitzungen. Im Januar 1655 kaufte er das Lehnsgut Sedlnitz. Im Jahr 1657 wurde er vom Kaiser Ferdinand III. in den mährischen Ritterstand aufgenommen und am 31. Januar 1679 ernannte ihn der Kaiser Leopold I. zum kaiserlichen Rat. Nach dem Übertritt zur katholischen Konfession erhielt Hartwig Erdmann im Jahr 1679 in Wien die Freiherrnwürde und wurde später fürstbischöflicher Rat in Mähren.
In damaliger Zeit hatten die Fürsten von Liechtenstein Besitzungen in Schlesien, Mähren und Böhmen. Der Fürst Karl Eusebius von Liechtenstein war seit 1632 der oberste Landesherr von Jägerndorf und Troppau, wo Jakob und dessen Neffe Hartwig Erdmann von Eichendorff ihre Güter hatten. Im Jahr 1682 wurde Hartwig Erdmann Freiherr von Eichendorff zum Landeshauptmann des Fürstentums Jägerndorf ernannt.
Hartwig Erdmann war in erster Ehe (1654–1680) verheiratet mit Sidonie Angelika Elisabeth Freiin von Larisch auf Ellguth (1630–1680) und in der zweiten mit Anna Helene Freiin von Praschma. Seine Nachfahren in achter Generation waren die Dichterjuristen Wilhelm und Joseph von Eichendorff sowie deren Schwester Luise von Eichendorff. Weitere Nachfahren waren Hermann, Hartwig und Karl von Eichendorff.